# 卻上心頭
《卻上心頭》是瓊瑤的作品之一，於1980年8月27日完稿，是瓊瑤和平鑫濤搬入可園後的第一部作品。

## 故事大綱
女主角夏迎藍以優秀的條件獲得董事長的青睞，因此進入達遠貿易公司擔任董事長的秘書。她的特質一下子便吸引了阿奇的追求，阿奇告訴她一個傳聞，遠達的秘書們最終都會成為蕭家人。她相信自己不會再延續這種傳統，但當她也對阿奇產生動心時，卻發現阿奇就是蕭人奇、蕭家最小的兒子......

## 故事主要人物
- 蕭人奇
- 夏迎藍
- 黎之偉
- 李韶青
- 祝采薇
- 蕭人仰
- 蕭彬

## 改編作品

### 電影
《卻上心頭》(1982年)
- 蕭人奇：劉文正
- 夏迎藍：呂秀菱
- 黎之偉：
- 李韶青：劉藍溪
- 祝采薇：楊翠弦
- 蕭人仰：仲倫
- 蕭彬：張沖
- 蕭母：张瑠琼

## 外部連結
- 豆瓣电影上《卻上心頭》的資料 （简体中文）